# Softboll vid olympiska sommarspelen 2008
Softboll vid olympiska sommarspelen 2008 spelades mellan den 12 och den 21 augusti 2008. Softboll fanns enbart på det olympiska programmet för damer, herrarnas sport som motsvarar softbollen i olympiska sammanhang var baseboll.

## Deltagande länder
- Taiwan, TPE
- Kanada, CAN
- USA, USA
- Venezuela, VEN
- Kina , CHN
- Nederländerna, NED
- Japan, JPN
- Australien, AUS

## Medaljer
| Gren               | Guld | Silver | Brons |
| Damernas turnering | JapanNaho Emoto Motoko Fujimoto Megu Hirose Emi Inui Sachiko Ito Ayumi Karino Satoko Mabuchi Yukiyo Mine Masumi Mishina Rei Nishiyama Hiroko Sakai Rie Sato Mika Someya Yukiko Ueno Eri Yamada | USAMonica Abbott Laura Berg Crystl Bustos Andrea Duran Jennie Finch Tairia Flowers Vicky Galindo Lovieanne Jung Kelly Kretschman Lauren Lappin Caitlin Lowe Jessica Mendoza Stacey Nuveman Cat Osterman Natasha Watley | AustralienJodie Bowering Kylie Cronk Kelly Hardie Tanya Harding Sandy Lewis Simmone Morrow Tracey Mosley Stacey Porter Melanie Roche Justine Smethurst Danielle Stewart Natalie Titcume Natalie Ward Belinda Wright Kerry Wyborn |

## Spelschema
| Nr          | Datum & Tid (lokal) | Hemma | Borta | Resultat |
| ----------- | ------------------- | ----- | ----- | -------- |
| 1           | 2008-08-12 09:30    | TPE   | CAN   | 1 – 6    |
| 2           | 2008-08-12 12:00    | USA   | VEN   | 11 – 0   |
| 3           | 2008-08-12 17:00    | CHN   | NED   | 10 – 2   |
| 4           | 2008-08-12 19:30    | JPN   | AUS   | 4 – 3    |
| 5           | 2008-08-13 09:30    | CHN   | VEN   | 7 – 1    |
| 6           | 2008-08-13 12:00    | USA   | AUS   | 3 – 0    |
| 7           | 2008-08-13 17:00    | JPN   | TPE   | 2 – 1    |
| 8           | 2008-08-13 19:30    | CAN   | NED   | 9 – 2    |
| 9           | 2008-08-14 09:30    | CHN   | AUS   | 1 – 3    |
| 10          | 2008-08-14 12:00    | CAN   | USA   | 1 – 8    |
| 11          | 2008-08-14 17:00    | NED   | JPN   | 0 – 3    |
| 12          | 2008-08-14 19:30    | TPE   | VEN   | 3 – 0    |
| 13          | 2008-08-15 09:30    | CHN   | CAN   | 0 – 1    |
| 14          | 2008-08-15 12:00    | USA   | JPN   | 7 – 0    |
| 15          | 2008-08-15 17:00    | AUS   | TPE   | 3 – 1    |
| 16          | 2008-08-15 19:30    | VEN   | NED   | 8 – 0    |
| 17          | 2008-08-16 09:30    | JPN   | CHN   | 3 – 0    |
| 18          | 2008-08-16 12:00    | USA   | TPE   | 7 – 0    |
| 19          | 2008-08-16 17:00    | NED   | AUS   | 0 – 8    |
| 20          | 2008-08-16 19:30    | VEN   | CAN   | 2 – 0    |
| 21          | 2008-08-17 09:30    | TPE   | CHN   | 2 – 1    |
| 22          | 2008-08-17 12:00    | JPN   | VEN   | 2 – 5    |
| 23          | 2008-08-17 17:00    | AUS   | CAN   | 4 – 0    |
| 24          | 2008-08-17 19:30    | USA   | NED   | 8 – 0    |
| 25          | 2008-08-18 09:30    | NED   | TPE   | 4 – 2    |
| 26          | 2008-08-18 12:00    | CHN   | USA   | 0 – 9    |
| 27          | 2008-08-18 17:00    | CAN   | JPN   | 0 – 6    |
| 28          | 2008-08-18 19:30    | VEN   | AUS   | 2 – 9    |
| Semifinal 1 | 2008-08-20 09:30    | USA   | JPN   | 4 – 1    |
| Semifinal 2 | 2008-08-20 12:00    | AUS   | CAN   | 5 – 3    |
| Bronsmatch  | 2008-08-20 17:00    | AUS   | JPN   | 3 – 4    |
| Final       | 2008-08-21 18:30    | JPN   | USA   | 3 – 1    |